# Bécasse de Java
Scolopax saturata
Espèce
Statut de conservation UICN

 NT  : Quasi menacé
La Bécasse de Java (Scolopax saturata) est une espèce d’oiseaux appartenant à la famille des Scolopacidae.